# یوردنیس اوگاس
یوردنیس اوگاس (اسپانیایی: Yordenis Ugás‎؛ زادهٔ ۱۴ ژوئیهٔ ۱۹۸۶) بوکسور اهل کوبا است.